# Norinco Typ 86
Das Norinco Typ 86 ist ein chinesisches Sturmgewehr.
Das Typ 86 wurde von Norinco in den 1980er-Jahren entwickelt und produziert. Die Waffe ist im Bullpup-Design konzipiert, Verschluss und Lademechanismus liegen also hinter dem Abzug.
Die chinesischen Entwickler orientierten sich beim Bau der Waffe an der Konstruktion verschiedener ausländischer Modelle und nutzten die vorhandene Technik des Typ 56, einem Klon des AK-47. Ein großer Tragegriff mit integrierter Kimme und Korn erinnert stark an den des französischen FAMAS, der Vorderschaftgriff ähnelt dem des Steyr AUG. Norinco exportierte die Waffe weltweit. Einige Exemplare kamen sogar in die USA, bis Präsident Clinton die Einfuhr chinesischer Waffen verbot.